# Ягвож (приток Пости)
Ягвож — река в России, протекает по территории городского округа Ухта в Республике Коми. Длина реки составляет 28 км.
Начинается из лесного болота к востоку от горы Кив-Кырок на высоте около 250 метров над уровнем моря. От истока течёт в северном направлении через елово-берёзовый и сосново-берёзовый лес. В низовьях поворачивает на восток, пересекает автомобильную дорогу и впадает в Пость слева на расстоянии 49 км от её устья на высоте между 127,4 и 138 метрами. Имеет один относительно крупный левый приток.

## Данные водного реестра
По данным государственного водного реестра России относится к Двинско-Печорскому бассейновому округу, водохозяйственный участок реки — Печора от впадения реки Уса до водомерного поста Усть-Цильма, речной подбассейн реки — Печора ниже впадения Усы. Речной бассейн реки — Печора.
Код объекта в государственном водном реестре — 03050300112103000076073.